# جردينة
تقع منطقة جردينة في إقليم برقة في ليبيا جنوب غرب مدينة بنغازي و تابعة لمحافظة بنغازي وتعتبر من المناطق القديمة في ليبيا وتشتهر بوجود ضريح الولي الصالح السيد مرعي وتشتهر بوجود أكبر بحيرة معلقة في العالم وهو خزان عمر المختار الذي تبلغ سعته 34 مليون متر مكعب، ويقع الخزان جنوب شرق المنطقة كما تشتهر منطقة جردينة بوجود العديد من المشاريع الزراعية وتعتبر منطقة جردينة من المناطق القديمة في إقليم برقة حيث شهدت صولات وجولات أجدادانا الأبطال المجاهدين ضد المستعمر الإيطالي أبان عصر الاحتلال وقد سماها الطليان جردينة نسبة لكثافة الأشجار بها في ذلك الوقت وكلمة جردينة تعني في اللغة الإيطالية الحديقة ومنذ انقلاب الفاسد من سبتمبر أوصى القذافي بتسميتها الخضراء وبالنظر إلى ملامح التاريخ البائد سوف نجد أن سكان جردينة الأصليين هم الجوازي كما هو الحال بالنسبة لباقي إقليم برقة ولكن نتيجة لظلمهم واضطهادهم لباقي القبائل فقد تم الاستعانة بالأتراك وقبائل من الغرب الليبي لطردهم من برقة بما عرف بتجريدة حبيب وهو ما حصل حتى مكثوا في مصر ومنذ ذلك الحين إلى الآن تعتبر قبيلة العواقير وهي من القبائل العريقة في ليبيا من قبائل الجبارنة، السعادي، هي صاحبة النفوذ والأملاك في جردينة وبالنظر لجغرافيا المساحات والأراضي فالغلبة طبعا للعواقير وبالنسبة للسكان فالمعدان هم الأكثر تعدادا في جردينة كأفراد وقد شاركت جردينة في ثورة فبراير المجيدة بكتيبة تحمل اسم كتيبة شهداء جردينة وقد قدمت جردينة فداء لتراب ليبيا الطاهر أربعة شهداء بإذن الله وإذا أحببت أن تتعرف أكثر على جردينة وجود أهلها وكرمهم وطيبتهم فتشرف بزيارتها مرحبا بك